# 輸出管理
輸出管理（ゆしゅつかんり、英: Export control）は、国際的な平和と安全の維持を妨げるおそれがある場合などに、貨物の輸出・技術の提供に際して、当局の許可を要求することをいう。
一般的には、各国の法律に基づき、規制品目の潜在的な輸出者が当局に許可を申請し、当該当局が輸出の可否を評価し、必要に応じてライセンスを与えるか否かを決定する手続が規定されている。
輸出管理は、安全保障貿易管理（後述）とそれ以外の規制に区分できる。

## 歴史
輸出管理はアメリカではアメリカ合衆国の独立の頃から行われてきたが、現代の輸出管理体制は1917年のアメリカの対敵通商法、1939年のイギリスの輸出入関税権（防衛）法にまで遡ることができる。重要な法律は1940年のアメリカ輸出管理法で、特に戦前の日本への資源の出荷制限を目的としていた。

## 安全保障貿易管理

### 安全保障貿易管理の概要
武器や軍事転用可能な貨物・技術の輸出規制など安全保障に関する分野における輸出管理を安全保障貿易管理または安全保障輸出管理（英: Security trade control）と呼ぶ。
国際的な平和および安全の維持の観点から、大量破壊兵器等の拡散防止や通常兵器の過剰な蓄積を防止するために、国際的な輸出管理の枠組み（レジーム）や関係条約に基づき、自国内の法令をもって、厳格な輸出管理を行うものである。
概念としては、自国または同盟諸国の安全保障上の利益を確保するために、国家間の同意事項として、敵対勢力への利敵行為となりうる民間貿易(輸出)を管理する、という考えであり、これは冷戦下のココム規制（対共産圏輸出統制委員会）に端を発する。
敵対勢力や利敵行為の定義や規制品項目は、国家間のパワーバランスや国際情勢により随時変更するため、国の政策によって輸出管理の内容や罰則についての規定には差異がある。

### 国際輸出管理レジーム
大量破壊兵器の開発や製造を意図する国家やテロリストに対しては、必要な材料や技術の提供を妨害することが安全保障上一定の効果を有する。そのため、大量破壊兵器原料や関連技術の供給能力を持つ国々が不拡散の目的を達するために協力する国際的な紳士協定が国際輸出管理レジーム（MECR）である。

#### 関係条約
- 核不拡散条約
- 生物兵器禁止条約
- 化学兵器禁止条約

### 安全保障貿易管理の基本概念

#### 貨物・技術の分類
規制の対象となる貨物・技術は、各国がそれぞれリストを作成している。
例えば、アメリカにおいては輸出規制品目分類番号（ECCN） やインドのSCOMETリスト、日本においては経済産業省（METI）のリスト などがある。
一部の品目は「軍事用に設計または改造されたもの」、一部の品目は「デュアルユース」（民生品として設計されているが軍事転用も可能なもの）とみなされ、一部の品目は輸出規制の対象外となる。
いくつかの法域では、分類では貨物、設備、材料、ソフトウェア、技術を考慮することになる。ソフトウェア、技術は、しばしば無形のものとみなされる。また、分類は、暗号化技術、レーザー装置、拷問装置など、目的地での用途別になることもある。

#### 輸出先
それぞれの輸出国は、国際関係により他国とは異なる関係を持つ。場合によっては、他の国のグループと貿易協定や取り決めを結んでいる国もあり、この協定は特定の物品にはライセンスが不要なことを意味する。例えば、EU内では、他の加盟国への民間製品の輸送にはライセンスは必要ないが、規制された軍事製品には必要である。
どの輸出国でも、仕向国によっては、制裁を受けている国、ライセンスが必要な国、記録保持（OGELを使う等）が必要な国、制限がない国などがある。
物品の最終消費者、または「ブローカー」は一般的に公表され、同様の制限が国にも適用される
商品のエンドユーザーまたは一部の「ブローカー」が通常、公開され、国についても同様の制限が適用される。
一部の個人または事業体が記載されている場合があり、通常はライセンスなしでその国に商品を送ることができたとしても、その個人または事業体には追加の制限が適用される。

#### ライセンス（輸出許可）
輸出見込みの品目については、通常、「ライセンス不要（NLR）」や「ライセンス必要」などのように、輸出先ごとに異なる扱いになる。
ライセンスが必要な場合は、通常、エンドユーザーからの申告が必要となる。これは、EUU、EUS、または最終用途証明書である。これらの最終用途証明書には、通常、使用目的が記載され、例えば、ミサイルに使用しないことなど商品の用途を保証する。
その後、ライセンスは輸出者の管轄区域にある適切な政府部門から取得できる。

### 日本の安全保障貿易管理
日本の安全保障貿易管理については、経済産業省貿易経済協力局貿易管理部安全保障貿易管理課が所管する。

#### 日本の安全保障貿易管理の法源
日本においては、国際輸出管理レジーム (MECR) や各種条約・国際会議等における国際的な取り決めに基づいて、外国為替及び外国貿易法（外為法）を根幹として国内における法体系を構築している。
外為法およびその下位法令の関係は以下のとおりである。
- 外為法第48条：貨物に関する輸出管理制度の根拠規定。
  - 輸出貿易管理令（輸出令）：貨物に関する安全保障貿易管理制度の詳細を規定する。貨物に関するリスト規制・キャッチオール規制等を定める。
- 外為法第25条：技術に関する輸出管理制度の根拠規定。
  - 外国為替令（外為令、がいためれい）：技術に関するリスト規制・キャッチオール規制等を定める。

その他、詳細な解釈が必要となる部分につき必要に応じて政省令が制定されているほか、実務の運用や提出すべき書面の様式等に関する通達も発出されている。

#### 規制の対象と種類

##### 貨物の輸出と技術の提供の意義
貨物の輸出
- 外為法上は「輸出」の明確な定義はないが、日本から船積みし外国へ実際に貨物が輸出される場合に規制対象となると扱われている。刑事事件としての外為法違反罪の既遂時期も船積み時点とされており、船積みが完了していれば外国への陸揚げを果たさなくとも密輸出の既遂となる。
- 外為法第48条第1項の規制の客体である「輸出をしようとする者」は、自ら輸出行為をしようとする者に限られず、その「関与者」も含むとするのが判例である。ただし、実務的には、大量の輸出許可申請を迅速に処理する必要性から、輸出契約の名義人が許可申請をするべき者として扱われている。

技術の提供
技術に関しては貨物の場合と異なり提供方法の幅が広く、以下のような場合も規制対象となる。
- 研修生や留学生を受け入れ技術指導を行うこと
- 技術資料を持ち出すこと
- 商品のサンプルの海外送付に伴って技術資料を提供すること

##### リスト規制
リスト規制とは、兵器そのもの、および軍事転用可能なデュアルユース品につき、国際輸出管理レジームで合意された一定以上の性能・仕様を有する貨物・技術をリストアップし、該当する貨物を輸出し、または関連技術を提供しようとする場合に、経済産業大臣の許可を取得することを義務付ける規制である。あくまで許可制であり、輸出禁止を意味するわけではない。
- 貨物に関しては輸出令別表第1、技術に関しては外為令別表の、それぞれ1の項から15の項に列挙された貨物・技術が規制対象となる[18]。
  - 規制対象の詳細なスペック基準は、貨物・技術共通して「輸出貿易管理令別表第一及び外国為替令別表の規定に基づき貨物又は技術を定める省令」（平成三年通商産業省令第四十九号、通称「貨物等省令」）が規定している[18]。
  - 用語の解釈については、それぞれ以下の経産省通達で定められている[18]。
    - 貨物に関しては、昭和62年11月6日貿易局「輸出貿易管理令の運用について」（輸出注意事項62第11号・62貿局第322号。通称「運用通達」）
    - 技術に関しては、平成4年12月21日貿易局「外国為替及び外国貿易法第25条第1項及び外国為替令第17条第2項の規定に基づき許可を要する技術を提供する取引又は行為について」（4貿局第492号。通称「役務通達」）
- 仕向地は問わず全地域が対象となる[18]。

##### キャッチオール規制
リスト規制の対象外の貨物・技術に対しても、エンドユーザー（需要者）・エンドユース（用途）という観点から規制を加えるものである。「補完的輸出規制」とも呼ばれる。
- 貨物に関しては輸出令別表第1、技術に関しては外為令別表の、それぞれ16の項に列挙された貨物・技術が規制対象となる[18]。食料や木材等を除く全ての貨物、技術が対象となる[22]。

2002年にまず大量兵器関連を対象とした大量破壊兵器キャッチオール規制が導入された後、2008年には通常兵器関連も対象とする通常兵器キャッチオール規制が導入された。

###### 仕向地の分類
経産省は、キャッチオール規制の規制対象となる仕向地を計13地域に分類している。
2019年7月1日に大韓民国のみが対象地域となる、「り地域」が新設された。経済産業省はこの措置の目的について、「大韓民国との信頼関係の下に輸出管理に取り組むことが困難になっていることに加え、大韓民国に関連する輸出管理をめぐり不適切な事案が発生したこともあり、輸出管理を適切に実施する観点から」、フッ化水素、フッ化ポリイミド、レジストの3品目について、「大韓民国向け輸出およびこれらの関連技術の移転を一般包括許可及び特別一般包括許可の制度の対象から外し、個別許可申請を求め、輸出審査を行う」ため、としている。なおフッ化水素、フッ化ポリイミド、レジストの3品目以外については「り地域」と「い地域①」は同じ扱いである
2023年7月21日、韓国をグループA（ホワイト国）に復帰させる政令改正が施行され、2019年以前の状態に完全復帰した。これに伴い「り地域」も廃止された。
| 仕向地分類 | 該当仕向地 |
| ---------- | --- |
| い地域①    | アイルランド、アメリカ合衆国、アルゼンチン、イタリア、英国、オーストラリア、オーストリア、オランダ、カナダ、ギリシャ、スイス、スウェーデン、スペイン、大韓民国、チェコ、デンマーク、ドイツ、ニュージーランド、ノルウェー、ハンガリー、フィンランド、フランス、ブルガリア、ベルギー、ポーランド、ポルトガル、ルクセンブルク |
| い地域②    | ウクライナ、エストニア、カザフスタン、キプロス、スロバキア、スロベニア、トルコ、ブラジル、ベラルーシ、マルタ、南アフリカ共和国、ラトビア、リトアニア、ルーマニア |
| ろ地域     | アイスランド、アゼルバイジャン、アフガニスタン、アラブ首長国連邦、アルジェリア、アルバニア、アルメニア、アンゴラ、アンティグア・バーブーダ、アンドラ、イエメン、イスラエル、イラク、イラン、インド、インドネシア、ウガンダ、ウズベキスタン、ウルグアイ、エクアドル、エジプト、エチオピア、エリトリア、エルサルバドル、オマーン、ガーナ、カーボヴェルデ、ガイアナ、カタール、ガボン、カメルーン、ガンビア、カンボジア、北朝鮮、ギニア、ギニアビサウ、キューバ、キリバス、キルギス、グアテマラ、クウェート、クック諸島、グレナダ、クロアチア、ケニア、コートジボワール、コスタリカ、コソボ、コモロ、コロンビア、コンゴ共和国、コンゴ民主共和国、サウジアラビア、サモア、サントメ・プリンシペ、ザンビア、サンマリノ、シエラレオネ、ジブチ、ジャマイカ、ジョージア、シリア、シンガポール、ジンバブエ、スーダン、スリナム、スリランカ、スワジランド、セーシェル、赤道ギニア、セネガル、セルビア、セントクリストファー・ネーヴィス、セントビンセント及びグレナディーン諸島、セントルシア、ソマリア、ソロモン諸島、タイ、台湾、タジキスタン、タンザニア、チャド、中央アフリカ、中華人民共和国、チュニジア、チリ、ツバル、トーゴ、ドミニカ、ドミニカ共和国、トリニダード・トバゴ、トルクメニスタン、トンガ、ナイジェリア、ナウル、ナミビア、ニウエ、ニカラグア、ニジェール、ネパール、バーレーン、ハイチ、パキスタン、バチカン、パナマ、バヌアツ、バハマ、パプアニューギニア、パラオ、パラグアイ、バルバドス、バングラデシュ、東ティモール、フィジー、フィリピン、ブータン、ブルキナファソ、ブルネイ、ブルンジ、ベトナム、ベナン、ベネズエラ、ベリーズ、ペルー、ボスニア・ヘルツェゴビナ、ボツワナ、ボリビア、香港、ホンジュラス、マーシャル諸島、マカオ、マケドニア旧ユーゴスラビア共和国、マダガスカル、マラウイ、マリ、マレーシア、ミクロネシア、南スーダン、ミャンマー、メキシコ、モーリシャス、モーリタニア、モザンビーク、モナコ、モルディブ、モルドバ、モロッコ、モンゴル、モンテネグロ、ヨルダン、ラオス、リビア、リヒテンシュタイン、リベリア、ルワンダ、レソト、レバノン、ロシア、その他の地域 |
| は地域①    | アイスランド、エストニア、キプロス、スロバキア、スロベニア、トルコ、マルタ、ラトビア、リトアニア、ルーマニア |
| は地域②    | アゼルバイジャン、アフガニスタン、アラブ首長国連邦、アルジェリア、アルバニア、アルメニア、アンティグア・バーブーダ、アンドラ、イエメン、イラク、イラン、インド、インドネシア、ウガンダ、ウクライナ、ウズベキスタン、ウルグアイ、エクアドル、エチオピア、エリトリア、エルサルバドル、オマーン、ガーナ、カーボヴェルデ、ガイアナ、カザフスタン、カタール、ガボン、カメルーン、ガンビア、カンボジア、ギニア、ギニアビサウ、キューバ、キリバス、キルギス、グアテマラ、クウェート、クック諸島、グレナダ、クロアチア、ケニア、コートジボワール、コスタリカ、コモロ、コロンビア、コンゴ共和国、コンゴ民主共和国、サウジアラビア、サモア、サントメ・プリンシペ、ザンビア、サンマリノ、シエラレオネ、ジブチ、ジャマイカ、ジョージア、シンガポール、ジンバブエ、スーダン、スリナム、スリランカ、スワジランド、セーシェル、赤道ギニア、セネガル、セルビア、セントクリストファー・ネーヴィス、セントビンセント及びグレナディーン諸島、セントルシア、ソロモン諸島、タイ、タジキスタン、タンザニア、チャド、中央アフリカ、中華人民共和国、チュニジア、チリ、ツバル、トーゴ、ドミニカ、ドミニカ共和国、トリニダード・トバゴ、トルクメニスタン、トンガ、ナイジェリア、ナウル、ナミビア、ニウエ、ニカラグア、ニジェール、ネパール、バーレーン、ハイチ、パキスタン、バチカン、パナマ、バヌアツ、バハマ、パプアニューギニア、パラオ、パラグアイ、バルバドス、バングラデシュ、東ティモール、フィジー、フィリピン、ブータン、ブラジル、ブルキナファソ、ブルネイ、ブルンジ、ベトナム、ベナン、ベネズエラ、ベラルーシ、ベリーズ、ペルー、ボスニア・ヘルツェゴビナ、ボツワナ、ボリビア、香港、ホンジュラス、マーシャル諸島、マカオ、マケドニア旧ユーゴスラビア共和国、マダガスカル、マラウイ、マリ、マレーシア、ミクロネシア、南アフリカ共和国、メキシコ、モーリシャス、モーリタニア、モザンビーク、モナコ、モルディブ、モルドバ、モロッコ、モンゴル、モンテネグロ、ヨルダン、ラオス、リビア、リヒテンシュタイン、リベリア、ルワンダ、レソト、レバノン、ロシア |
| に地域①    | アゼルバイジャン、アフガニスタン、アラブ首長国連邦、アルジェリア、アルバニア、アルメニア、アンゴラ、アンティグア・バーブーダ、アンドラ、イエメン、イスラエル、イラク、イラン、インド、インドネシア、ウガンダ、ウクライナ、ウズベキスタン、ウルグアイ、エクアドル、エジプト、エチオピア、エリトリア、エルサルバドル、オマーン、ガーナ、カーボヴェルデ、ガイアナ、カザフスタン、カタール、ガボン、カメルーン、ガンビア、カンボジア、北朝鮮、ギニア、ギニアビサウ、キューバ、キリバス、キルギス、グアテマラ、クウェート、クック諸島、グレナダ、クロアチア、ケニア、コートジボワール、コスタリカ、コソボ、コモロ、コロンビア、コンゴ共和国、コンゴ民主共和国、サウジアラビア、サモア、サントメ・プリンシペ、ザンビア、サンマリノ、シエラレオネ、ジブチ、ジャマイカ、ジョージア、シリア、シンガポール、ジンバブエ、スーダン、スリナム、スリランカ、スワジランド、セーシェル、赤道ギニア、セネガル、セルビア、セントクリストファー・ネーヴィス、セントビンセント及びグレナディーン諸島、セントルシア、ソマリア、ソロモン諸島、タイ、台湾、タジキスタン、タンザニア、チャド、中央アフリカ、中華人民共和国、チュニジア、チリ、ツバル、トーゴ、ドミニカ、ドミニカ共和国、トリニダード・トバゴ、トルクメニスタン、トンガ、ナイジェリア、ナウル、ナミビア、ニウエ、ニカラグア、ニジェール、ネパール、バーレーン、ハイチ、パキスタン、バチカン、パナマ、バヌアツ、バハマ、パプアニューギニア、パラオ、パラグアイ、バルバドス、バングラデシュ、東ティモール、フィジー、フィリピン、ブータン、ブラジル、ブルキナファソ、ブルネイ、ブルンジ、ベトナム、ベナン、ベネズエラ、ベラルーシ、ベリーズ、ペルー、ボスニア・ヘルツェゴビナ、ボツワナ、ボリビア、香港、ホンジュラス、マーシャル諸島、マカオ、マケドニア旧ユーゴスラビア共和国、マダガスカル、マラウイ、マリ、マレーシア、ミクロネシア、南アフリカ共和国、南スーダン、ミャンマー、メキシコ、モーリシャス、モーリタニア、モザンビーク、モナコ、モルディブ、モルドバ、モロッコ、モンゴル、モンテネグロ、ヨルダン、ラオス、リビア、リヒテンシュタイン、リベリア、ルワンダ、レソト、レバノン、ロシア、その他の地域 |
| に地域②    | アンゴラ、イスラエル、エジプト、北朝鮮、コソボ、シリア、ソマリア、台湾、南スーダン、ミャンマー、その他の地域 |
| ほ地域     | アイスランド、ウクライナ、トルコ、ブラジル、南アフリカ共和国 |
| へ地域     | アゼルバイジャン、アフガニスタン、アラブ首長国連邦、アルジェリア、アルバニア、アルメニア、アンゴラ、アンティグア・バーブーダ、アンドラ、イエメン、イスラエル、イラク、イラン、インド、インドネシア、ウガンダ、ウズベキスタン、ウルグアイ、エクアドル、エジプト、エストニア、エチオピア、エリトリア、エルサルバドル、オマーン、ガーナ、カーボヴェルデ、ガイアナ、カザフスタン、カタール、ガボン、カメルーン、ガンビア、カンボジア、北朝鮮、ギニア、ギニアビサウ、キプロス、キューバ、キリバス、キルギス、グアテマラ、クウェート、クック諸島、グレナダ、クロアチア、ケニア、コートジボワール、コスタリカ、コソボ、コモロ、コロンビア、コンゴ共和国、コンゴ民主共和国、サウジアラビア、サモア、サントメ・プリンシペ、ザンビア、サンマリノ、シエラレオネ、ジブチ、ジャマイカ、ジョージア、シリア、シンガポール、ジンバブエ、スーダン、スリナム、スリランカ、スロバキア、スロベニア、スワジランド、セーシェル、赤道ギニア、セネガル、セルビア、セントクリストファー・ネーヴィス、セントビンセント及びグレナディーン諸島、セントルシア、ソマリア、ソロモン諸島、タイ、台湾、タジキスタン、タンザニア、チャド、中央アフリカ、中華人民共和国、チュニジア、チリ、ツバル、トーゴ、ドミニカ、ドミニカ共和国、トリニダード・トバゴ、トルクメニスタン、トンガ、ナイジェリア、ナウル、ナミビア、ニウエ、ニカラグア、ニジェール、ネパール、バーレーン、ハイチ、パキスタン、バチカン、パナマ、バヌアツ、バハマ、パプアニューギニア、パラオ、パラグアイ、バルバドス、バングラデシュ、東ティモール、フィジー、フィリピン、ブータン、ブルキナファソ、ブルネイ、ブルンジ、ベトナム、ベナン、ベネズエラ、ベラルーシ、ベリーズ、ペルー、ボスニア・ヘルツェゴビナ、ボツワナ、ボリビア、香港、ホンジュラス、マーシャル諸島、マカオ、マケドニア旧ユーゴスラビア共和国、マダガスカル、マラウイ、マリ、マルタ、マレーシア、ミクロネシア、南スーダン、ミャンマー、メキシコ、モーリシャス、モーリタニア、モザンビーク、モナコ、モルディブ、モルドバ、モロッコ、モンゴル、モンテネグロ、ヨルダン、ラオス、ラトビア、リトアニア、リビア、リヒテンシュタイン、リベリア、ルーマニア、ルワンダ、レソト、レバノン、ロシア、その他の地域 |
| と地域①    | アイスランド、アイルランド、アゼルバイジャン、アメリカ合衆国、アラブ首長国連邦、アルジェリア、アルゼンチン、アルバニア、アルメニア、アンゴラ、アンティグア・バーブーダ、アンドラ、イエメン、イスラエル、イタリア、インド、インドネシア、ウガンダ、ウクライナ、ウズベキスタン、ウルグアイ、英国、エクアドル、エジプト、エストニア、エチオピア、エルサルバドル、オーストラリア、オーストリア、オマーン、オランダ、ガーナ、カーボヴェルデ、ガイアナ、カザフスタン、カタール、カナダ、ガボン、カメルーン、ガンビア、カンボジア、ギニア、ギニアビサウ、キプロス、キューバ、ギリシャ、キリバス、キルギス、グアテマラ、クウェート、クック諸島、グレナダ、クロアチア、ケニア、コートジボワール、コスタリカ、コソボ、コモロ、コロンビア、コンゴ共和国、サウジアラビア、サモア、サントメ・プリンシペ、ザンビア、サンマリノ、シエラレオネ、ジブチ、ジャマイカ、ジョージア、シリア、シンガポール、ジンバブエ、スイス、スウェーデン、スペイン、スリナム、スリランカ、スロバキア、スロベニア、スワジランド、セーシェル、赤道ギニア、セネガル、セルビア、セントクリストファー・ネーヴィス、セントビンセント及びグレナディーン諸島、セントルシア、ソロモン諸島、タイ、大韓民国、台湾、タジキスタン、タンザニア、チェコ、チャド、中華人民共和国、チュニジア、チリ、ツバル、デンマーク、ドイツ、トーゴ、ドミニカ、ドミニカ共和国、トリニダード・トバゴ、トルクメニスタン、トルコ、トンガ、ナイジェリア、ナウル、ナミビア、ニウエ、ニカラグア、ニジェール、ニュージーランド、ネパール、ノルウェー、バーレーン、ハイチ、パキスタン、バチカン、パナマ、バヌアツ、バハマ、パプアニューギニア、パラオ、パラグアイ、バルバドス、ハンガリー、バングラデシュ、東ティモール、フィジー、フィリピン、フィンランド、ブータン、ブラジル、フランス、ブルガリア、ブルキナファソ、ブルネイ、ブルンジ、ベトナム、ベナン、ベネズエラ、ベラルーシ、ベリーズ、ペルー、ベルギー、ポーランド、ボスニア・ヘルツェゴビナ、ボツワナ、ボリビア、ポルトガル、香港、ホンジュラス、マーシャル諸島、マカオ、マケドニア旧ユーゴスラビア共和国、マダガスカル、マラウイ、マリ、マルタ、マレーシア、ミクロネシア、南アフリカ共和国、南スーダン、ミャンマー、メキシコ、モーリシャス、モーリタニア、モザンビーク、モナコ、モルディブ、モルドバ、モロッコ、モンゴル、モンテネグロ、ヨルダン、ラオス、ラトビア、リトアニア、リヒテンシュタイン、リベリア、ルーマニア、ルクセンブルク、ルワンダ、レソト、ロシア、その他の地域 |
| と地域②    | アイスランド、アゼルバイジャン、アラブ首長国連邦、アルジェリア、アルバニア、アルメニア、アンゴラ、アンティグア・バーブーダ、アンドラ、イエメン、イスラエル、インド、インドネシア、ウガンダ、ウクライナ、ウズベキスタン、ウルグアイ、エクアドル、エジプト、エストニア、エチオピア、エリトリア、エルサルバドル、オマーン、ガーナ、カーボヴェルデ、ガイアナ、カザフスタン、カタール、ガボン、カメルーン、ガンビア、カンボジア、ギニア、ギニアビサウ、キプロス、キューバ、キリバス、キルギス、グアテマラ、クウェート、クック諸島、グレナダ、クロアチア、ケニア、コートジボワール、コスタリカ、コソボ、コモロ、コロンビア、コンゴ共和国、サウジアラビア、サモア、サントメ・プリンシペ、ザンビア、サンマリノ、シエラレオネ、ジブチ、ジャマイカ、ジョージア、シリア、シンガポール、ジンバブエ、スリナム、スリランカ、スロバキア、スロベニア、スワジランド、セーシェル、赤道ギニア、セネガル、セルビア、セントクリストファー・ネーヴィス、セントビンセント及びグレナディーン諸島、セントルシア、ソロモン諸島、タイ、大韓民国、台湾、タジキスタン、タンザニア、チャド、中華人民共和国、チュニジア、チリ、ツバル、トーゴ、ドミニカ、ドミニカ共和国、トリニダード・トバゴ、トルクメニスタン、トルコ、トンガ、ナイジェリア、ナウル、ナミビア、ニウエ、ニカラグア、ニジェール、ネパール、バーレーン、ハイチ、パキスタン、バチカン、パナマ、バヌアツ、バハマ、パプアニューギニア、パラオ、パラグアイ、バルバドス、バングラデシュ、東ティモール、フィジー、フィリピン、ブータン、ブラジル、ブルキナファソ、ブルネイ、ブルンジ、ベトナム、ベナン、ベネズエラ、ベラルーシ、ベリーズ、ペルー、ボスニア・ヘルツェゴビナ、ボツワナ、ボリビア、香港、ホンジュラス、マーシャル諸島、マカオ、マケドニア旧ユーゴスラビア共和国、マダガスカル、マラウイ、マリ、マルタ、マレーシア、ミクロネシア、南アフリカ共和国、南スーダン、ミャンマー、メキシコ、モーリシャス、モーリタニア、モザンビーク、モナコ、モルディブ、モルドバ、モロッコ、モンゴル、モンテネグロ、ヨルダン、ラオス、ラトビア、リトアニア、リヒテンシュタイン、リベリア、ルーマニア、ルワンダ、レソト、ロシア、その他の地域 |
| ち地域     | アフガニスタン、イラク、イラン、北朝鮮、コンゴ民主共和国、スーダン、ソマリア、中央アフリカ、リビア、レバノン |

#### 安全保障貿易管理教育
民間では一般財団法人安全保障貿易情報センター（CISTEC）において安全保障貿易管理に関する教育、個別企業の輸出管理体制構築支援や資格認定が行われている。
同センターは安全保障輸出管理実務能力認定試験を主催しており、合格者には安全保障貿易管理士の称号が与えられる。

### 各国の安全保障貿易管理

#### 米国の安全保障貿易管理

##### 米国再輸出規制
米国再輸出規制は米国の再輸出規則（EAR：Export Administration Regulations）に基づく規制である。対象国や対象団体への武器や軍事転用可能な民生用製品・技術の供給を断つため、米国の製品、技術、ソフトウェアが輸出後に第三国へ再輸出される場合に、仕向地、使用者、輸出貨物・技術の種類、輸出全体に対する比率などにより規制する。
- 国際武器取引規則（英語版）は、軍事機器と同様の管理をする。
- 外国資産管理局（英語版）は、様々な事業体に対する制裁プログラムを管理する。
- 輸出管理規則（英語版）とは、輸出全般を対象とした規則である。

調整機関は輸出執行調整センターである。
輸出企業は、輸出管理とコンプライアンスプログラムの確立を求められることがある。
NSAが暗号化ソフトウェアの公開する意図について個別の通知を求める場合がある暗号の輸出にはいくつかの特定の処理がある。

##### 紛争鉱物規制
米国の紛争鉱物規制は紛争地域に由来する鉱物の使用状況について調査・報告させることで、紛争地域にある武装勢力の活動資金の供給を断つことを目的とする規制である。
2010年7月に成立した金融規制改革法第1502条（ドット・フランク法）は紛争鉱物規制の根拠法となっている。ドット・フランク法では米国証券取引所に上場する製造業者などに対し、コンゴ民主共和国および周辺国から輸出された紛争鉱物（3TG）の使用状況を調査させ、米国証券取引委員会（SEC： Securities and Exchange Commission）に報告するよう義務づけている。

###### 回避
ロッキード社の超音速偵察機 SR-71の開発の際、アメリカは「第三世界と偽の作戦」を利用して、航空機用のチタンを作るのに十分な鉱石を入手した。

#### EUの安全保障貿易管理
2009年5月5日の理事会規則（EC）第428/2009号は、デュアルユース品の輸出、譲渡、仲介、トランジットの管理のための共同体制を定めたもので、輸出管理を支援する法律の制定を全加盟国に要求するEUの規則である。
「デュアルユース」に関する制度は2000年に制定された。

#### イギリスの安全保障貿易管理
主な規制は、2008年輸出管理令である。国務長官にそのような規則を課す権限を与える2002年輸出管理法がある。
品目はイギリスの戦略的輸出管理リストに記載されている。
これは、国際通商省の一部である国際通商省輸出管理局によって管理されている。
ライセンス には、標準個別輸出ライセンス（SIEL）、個別公開輸出ライセンス（ORIEL）、一般公開輸出ライセンス（OGEL）があり、包括輸入許可制としても知られている。

## 非安全保障分野の輸出管理
安全保障分野以外においては、例えば国内需要物資を確保する必要のあるものや、国際協定等に定められた取引禁止貨物（希少生物資源 など）、知的財産権侵害物品などが輸出管理の対象となる。